# یواس‌اس نومیتور (ای‌آرال-۱۷)
یواس‌اس نومیتور (ای‌آرال-۱۷) (به انگلیسی: USS Numitor (ARL-17)) یک کشتی بود که طول آن ۳۲۸ فوت (۱۰۰ متر) بود. این کشتی در سال ۱۹۴۴ ساخته شد.